# 2662 Kandinsky
A 2662 Kandinsky (ideiglenes jelöléssel 4021 P-L) a Naprendszer kisbolygóövében található aszteroida. Cornelis Johannes van Houten,  Ingrid van Houten-Groeneveld,  Tom Gehrels fedezte fel 1960. szeptember 24-én.